# Riccardo Brengola
Riccardo Brengola (né le 18 mars 1917 à Naples - décédé le 16 mai 2004 à Rome) est un violoniste et pédagogue italien.

## Biographie
Riccardo Brengola est né à Naples. Enfant prodige, il a fait ses premières études avec son père, puis a étudié au Conservatoire de Casablanca avec Lucien Salin issu de l'école de Lucien Capet. Il a obtenu son diplôme de violoniste à l'âge de 11 ans. L'enfant fréquentait par ailleurs l'école espagnole de la ville, annexe de l'église. De ce fait, Riccardo parlait le napolitain, le français, l'espagnol, l'arabe et ignorait l'italien. Retourné en Italie avec une bourse d'études, il a poursuivi sa formation de violoniste avec Arrigo Serato à Rome et celle de la direction d'orchestre avec Paul van Kempen à Bologne. Il a remporté en 1949 le prix du Concours international d'exécution musicale de Genève et a été finaliste en 1937 du Concours Eugène Ysaye (devenu aujourd'hui Concours musical international Reine-Élisabeth-de-Belgique, à Bruxelles, en compagnie de David Oïstrakh, Ricardo Odnoposoff et d'autres. 
Il a rencontré à Sienne la pianiste Giuliana Bordoni, qui fréquentait le cours de perfectionnement d'Alfredo Casella à l'Académie Chigiana. Ils se sont mariés le 18 août 1941 et ont eu trois fils.
Entre 1939 et 1966, Brengola a été le premier violon du Quintette Chigiano (qui comprenait Mario Benvenuti, Sergio Lorenzi, Mario Filippini et Giovanni Leone), et plus tard du Sextette Chigiano. Avec son épouse, il  a enregistré pour la RAI l'intégrale des sonates pour violon de Mozart. 
Dans sa longue carrière, il s'est produit un peu partout dans le monde avec ces groupes. Il a aussi joué en soliste avec des chefs illustres tels que Sergiu Celibidache, Antonio Guarnieri, Carlo Maria Giulini, Igor Markevitch, Ionel Perlea, Paul van Kempen, Erich Leinsdorf, etc. et avec d'autres instrumentistes fameux comme Andrés Segovia, Alain Meunier et Dino Asciolla.  
Sa carrière d'enseignant a commencé en 1941 au conservatoire de Pesaro. Il a été ensuite Professeur émérite à l'Académie musicale Chigiana de Sienne pendant 64 ans (de 1943 à 1997), ainsi qu'académicien de Sainte-Cécile et professeur titulaire du cours de perfectionnement à l'Académie nationale Sainte-Cécile à Rome. Brengola était un ami proche du fameux luthier de Bologne Ansaldo Poggi et a joué sur ses violons dans de nombreuses occasions. Il possédait de superbes instruments : le violon de Giovanni Battista Guadagnini de 1747 connu comme Contessa Crespi ; le violon de 1702 d'Antonio Stradivari Conte di Fontana  qui a appartenu à David Oïstrakh et est maintenant joué par Massimo Quarta ; et un excellent instrument de Roberto Regazzi datant des années 1980.
Riccardo Brengola est considéré comme un des meilleurs violonistes italiens et professeurs de violon du XXe siècle. Parmi ses nombreux élèves, on doit mentionner tout spécialement Luca Ciuffoletti, un violoniste qui a entrepris une carrière internationale et était un des disciples les plus proches.
Riccardo Brengola s'est attaché à faire connaître les œuvres de Luigi Boccherini (sonates pour violon et piano, quintettes). En plus de ses enregistrements chez Decca avec le Quintette Chigiano, il a enregistré les sonates de violon de Brahms avec le pianiste Piernarciso Masi.